# 19세기 프랑스 문학
| 불문학 La Littérature française |
| 불문학 프랑스 문학 프랑스어 |
| 프랑스 문학사 |
| 중세 프랑스 문학 프랑스 르네상스 문학 • 17세기 프랑스 문학 18세기 프랑스 문학 • 19세기 프랑스 문학 20세기 프랑스 문학 • 동시대 프랑스 문학 |
| 문예사조 |
| 자연주의 • 상징주의 초현실주의 • 실존주의 누보 로망 부조리극                                                                               |
| 주요 작가들 |
| 몰리에르 • 장 라신 • 오노레 드 발자크 스탕달 • 귀스타브 플로베르 에밀 졸라 • 마르셀 프루스트 사무엘 베케트 • 알베르 카뮈                   |
| 포털 |
| 포털:프랑스 • 포털:문학 • 포털:불문학 |

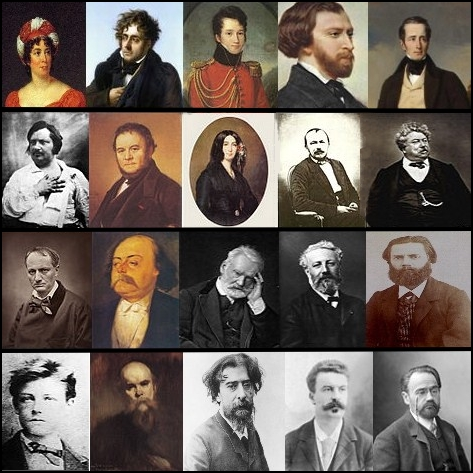

18세기 말부터 19세기는 프랑스의 사회 정치사에서 격동기이다. 이 시기에 프랑스에서 비롯된 정치 사회적 변화는 프랑스 뿐만 아니라 전 유럽에 걸쳐 커다란 반향을 일으켰으며, 나아가서 유럽의 새로운 정치적 판도와 사회 문화적 가치 체계의 변모를 가져왔다. 나폴레옹 보나파르트, 프랑스 7월혁명, 계몽주의 등의 낱말은 18세기 말부터 19세기의 격동하는 프랑스를 상징한다고 볼 수 있다.
문학이 반드시 정치 사회적 소용돌이의 산물이라고는 볼 수 없지만, 그러나 역사 정치적 배경을 미리 살펴 봄으로써 인간 문화 발전의 동기가 되는 여러 요소를 발견할 수 있으며, 이와 더불어 문화, 특히 문학의 경향을 파악할 수 있다. 예컨대 드니 디드로, 볼테르, 빅토르 위고, 장 자크 루소, 프랑수와 샤토브리앙 등은 바로 18세기 말을 전후로 프랑스의 정치에 직접 또는 간접적으로 활동한 작가들이라는 사실 하나만을 놓고 보더라도 정치와 문학세계가 - 넓게는 학문세계 - 얼마나 밀접한 관계에 있는 가을 짐작해 볼 수 있다.

## 문학의 주의
- 실제주의
- 낭만주의
- 자연주의
- 데카당스
- 상징주의
- 예술을 위한 예술 (l'art pour l'art)
- 파르나스

## 장르

### 소설
- 제르미날
- 레미제라블

## 대표적 문학자
- 프랑수와 샤토브리앙 (François-René de Chateaubriand)
- 제르멘느 드 스탈 (Germaine de Staël)
- 알렉상드르 뒤마 (Alexandre Dumas)
- 알렉상드르 뒤마 (아들) (Alexandre Dumas fils)
- 기욤 아폴리네르 (Guillaume Apollinaire)
- 프로스페르 메리메 (Prosper Mérimée)
- 앙드레 브르통 (André Breton)
- 귀스타브 프로베르 (Gustave Flaubert)
- 오노레 드 발작 (Honoré de Balzac)
- 스탕달 (Stendhal)
- 빅토르 위고 (Victor Hugo)
- 에드몽 드 공쿠르 (Edmon de Goncourt)
- 쥘 드 공쿠르 (Jules de Goncourt)
- 장 아르튀르 랭보 (Arthur Rimbaud)

### 세기말 프랑스 문학(Fin de Siècle)
- 샤를르 보들레르 (Charles Baudelaire)
- 루이 아라공 (Louis Aragon)
- 기 드 모파상 (Guy de Maupassant)
- 에밀 졸라 (Émile Zola)
- 아나톨 프랑스 (Anatole France)
- 알퐁스 도데 (Alphonse Daudet)
- 스테판 말라르메 (Stéphane Mallarmé)
- 로맹 롤랑 (Romain Rolland)

## 같이 보기
- 프랑스의 역사